# Inscripciones de Kalyani
Las inscripciones de Kalyani ( en birmano: ကလျာဏီကျောက်စာ), ubicadas en Bago, Birmania (Myanmar), son inscripciones en piedra erigidas por el rey Dhammazedi entre 1476 y 1479. Ubicadas en el Salón de Ordenación Kalyani en las afueras de Bago, las inscripciones conmemoran la reforma del budismo birmano en la tradición Mahavihara de Ceilán entre 1476 y 1479. Las inscripciones son las fuentes más importantes sobre los contactos religiosos entre Birmania y Sri Lanka.
El rey Dhammazedi, fue un ex monje, proclamó en las inscripciones que el budismo en Ramanya [Baja Birmania] estaba en declive a medida que se desarrollaba el sectarismo y las órdenes se alejaban cada vez más de su pureza original; que emulaba a los grandes reyes budistas modelo Anawrahta de Pagan, Sithu II de Pagan y Parakramabahu I de Ceilán, quienes, según él, mantuvieron la religión pura y reformaron la sangha en el estilo "ortodoxo" del budismo que estaba intentando hacer; y que había enviado la sangha a Ceilán para ser reordenada en la tradición Mahavihara como lo había hecho el rey Sithu II.
Las inscripciones se llamaron así porque la sangha de la Baja Birmania se reordenó en el río Kalyani (cerca del actual Columbo ). El idioma de las tres primeras piedras es Pali, inscrito en birmano. El resto de las piedras son traducción del idioma mon. Las piedras miden 2,1 m de alto, 1.2) de ancho y 38 cm de grosor. Están inscritas en ambas caras, con 70 líneas de texto en cada cara, tres letras por pulgada.
Algunas de las losas de piedra originales fueron destruidas por los portugueses a principios del siglo XVII y las fuerzas de Konbaung en 1757. Sobrevivieron varios manuscritos de hojas de palma cuidadosamente conservados. Taw Sein Ko tradujo las inscripciones de los manuscritos en hojas de palma al inglés y al pali escritas en alfabeto latino.